# Anti-duiksysteem

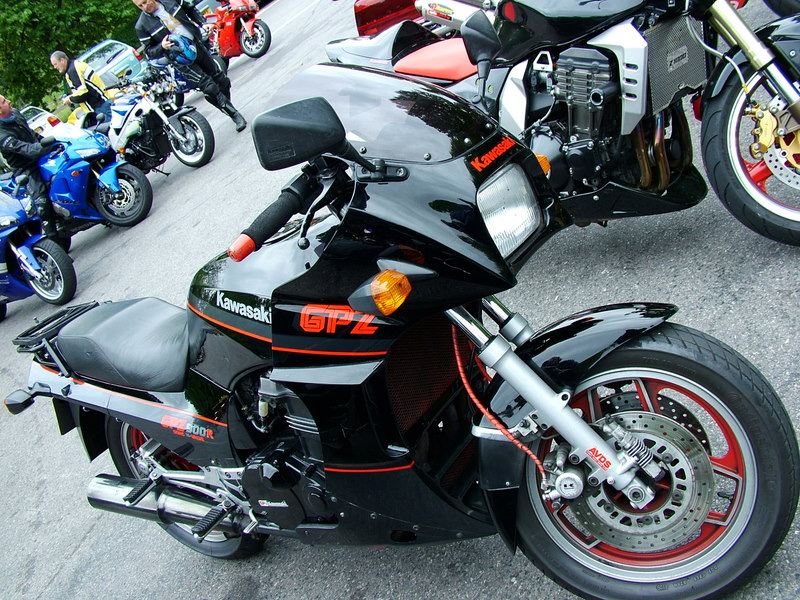
AVDS voorvork op een Kawasaki GPz 900 R Ninja

Een anti-duiksysteem is een systeem dat het inveren (dynamische aslastverplaatsing) van motorfietsen tijdens het remmen tegengaat.
Het is een systeem dat (meestal hydraulisch met behulp van de remdruk) zorgt voor het stugger worden van de ingaande veerdemping. Daardoor wordt de voorvork tijdens het remmen minder ingedrukt. Problemen van dit indrukken zijn de gewijzigde balhoofdhoek en naloop en het verminderen van de veerweg tijdens het remmen. Iedere fabriek heeft wel ooit een anti-duiksysteem gehad: 
- Buell: ACT (Ontwikkeld door Marzocchi en toegepast door Buell, onder andere op de Buell RR 1200 (1988).)
- Honda: TRAC (Torque Reactive Antidive Control). Mechanisch anti-duiksysteem, waarvan de werking is gebaseerd op het verdraaien van de remklauw. TRAC werd voor het eerst toegepast op de NS 500 racer (1981).
- Kawasaki: AVDS (Automatic Variable Damping System). Eerste voorvork waarin progressieve demping is toegepast, waarin de dempingskarakteristiek verandert afhankelijk van de mate van inveren en de snelheid waarmee dit gebeurt. Het systeem zorgt voor een anti-duikwerking. De primeur vond plaats met de GPz 900 R (1984). In 1986 werd ESCS aan AVDS toegevoegd.
- Suzuki:
  - ANDF (Anti Nose Dive Forksystem). Anti-duikvoorvork van de GSX-modellen.
  - PDF: (Posi Damp Fork) Voorvork waarvan de veervoorspanning zowel als de demping in vier standen instelbaar zijn. Het systeem heeft tevens een anti-duikwerking. PDF was het antwoord van Suzuki op AVDS van Kawasaki. Voor het eerst te zien op de Suzuki GSX 1100 EF (1984). Later doorontwikkeld tot NEAS.
  - NEAS: New Electrically Activated Suspension. Systeem waarbij de handremhendel een elektrisch signaal doorgeeft aan de regelklep in de vorkpoot. Een combinatie van progressieve demping en anti-duiksysteem, en daarmee de opvolger van PDF. Voor het eerst getoond op de Motorsalon van Parijs in 1985 op de GSX-R 1100 en de GSX-R 750 Limited Version.
- Yamaha: TCS (Travel Control System) Anti-duiksysteem met variabele demping. TCS werd geïntroduceerd op de FZ 400 R (1984, alleen voor de Japanse markt).

Ook een schommelvoorvork en BMW's Telelever hebben een anti-duikwerking. Omdat veel motorrijders het gebrek aan inveren als vervelend ervaren wordt door BMW een klein percentage "duik" juist ingebouwd. 